# Марк Порций Катон (претор)
Марк По́рций Като́н (лат. Marcus Porcius Cato; II—I века до н. э.) — римский политический деятель из плебейского рода Порциев, претор в неустановленном году.

## Биография
Марк Порций был сыном консула 118 года до н. э. того же имени. Соответственно Марку Порцию Катону Цензорию он приходился правнуком. Этот Катон упоминается только в одном источнике — «Аттических ночах» Авла Геллия: он занимал должности курульного эдила и претора, а потом получил в управление Нарбонскую Галлию и в этой провинции умер. Установить какие-либо даты не представляется возможным.
Существует гипотеза, что именно этот Катон, а не его двоюродный дядя Марк Порций Катон Салониан Младший, чеканил монету с изображением храма Победы, основанного в 193 году до н. э. Катоном Цензором.